# Obrácení Ferdyše Pištory
Obrácení Ferdyše Pištory je divadelní hra o třech jednáních Františka Langera, která se odehrává ve 20. letech na předměstí předválečné Prahy a vypráví o napraveném zlodějíčkovi Pištorovi. Premiéru měla 13. února 1929 v Městském divadle na Královských Vinohradech v režii Jana Bora.

## Stručný děj
Při pokusu o vloupání do vily bankéře Rosenštoka se povaleči a kasaři Ferdovi Pištorovi podaří zachránit před uhořením dvě děti. Rázem se něj stane hrdina a tento čin obrátí jeho život zcela naruby. Bankéř Rosenštok z něho učiní poslíčka v bance, neboť je mu vděčný za záchranu svých dětí. Netuší samozřejmě nic o tom, že Ferdyš chtěl původně jeho obydlí vykrást. Pištora vezme svou novou pozici velmi vážně. Stává se z něj slušný člověk a nechce ani slyšet o jakémkoliv nepoctivém chování. Své okolí začne doslova „tyranizovat“ povídáním o slušném chování a morálce, a to tak moc, že zasahuje i do soukromí svých přátel a sousedů. Zamiluje se též do Terezky, členky Armády spásy, a nakonec se s ní, i přes jisté peripetie, ožení. 

## Filmové a televizní zpracování
První celovečerní film natočený podle této divadelní hry natočil již v roce 1931 Josef Kodíček se Zdeňkem Štěpánkem v titulní roli. O televizní zpracování téhož námětu se v roce 1967 pokusil Miloslav Zachata.  O tři roky později pak režisér Vladimír Čech převedl Langrovu předlohu do podoby televizního muzikálu. V jeho filmu Svatá hříšnice, k němuž hudbu složil Angelo Michajlov, ztvárnil postavu Ferdyše Pištory Martin Štěpánek, jemuž hlas propůjčil Milan Chladil.

## Zajímavost
V novinářském pojmosloví dnešní doby se název této divadelní hry používá jako jakýsi terminus technicus pro náhlou změnu postojů a názorů.  